# یژوو (شهرستان بژژینه)
یژوو (به لاتین: Jeżów) یک روستا در لهستان است که در گمینا یژوو واقع شده‌است. یژوو ۱٬۴۰۰ نفر جمعیت دارد.